# Software-defined radio
Een SDR, software-defined radio oftewel software-gedefinieerd radiosysteem is een radiocommunicatiesysteem waarin onderdelen die typisch geïmplementeerd zouden zijn in hardware (bijvoorbeeld mixers, filters, versterkers, modulatoren/demodulatoren, detectors etc.) worden uitgevoerd door middel van software op een personal computer of embedded system. Omdat er door SDR geen directe koppeling meer is met de gebruikte hardware of de daarmee samenhangende standaarden ontstaat er meer flexibiliteit om gebruikersinterfaces te ontwikkelen voor specifieke doeleinden.
Hoewel het concept van SDR niet nieuw is, is door de snel ontwikkelende mogelijkheden van digitale elektronica de toepassing mogelijk die vroeger alleen theoretisch mogelijk was. Een basis-SDR-systeem kan bestaan uit een personal computer met een geluidskaart of andere analoog-naar-digitaalomzetter, voorafgegaan door een vorm van RF-front-end.
Een significante hoeveelheid signaalverwerking gebeurt door de processor, die anders zou gebeuren in speciaal ontworpen elektronica.

## Blokschema

Blokschema met twee verschillende SDR-realisaties

## Amateur- en thuisgebruik
Een typische softwareradio voor amateurs maakt gebruik van een directe conversieontvanger. In tegenstelling tot directe conversieontvangers uit het verre verleden, zijn de gebruikte mengtechnologieën gebaseerd op de kwadratuur sampling detector en de kwadratuur sampling exciter.

### RTL-SDR
Eric Fry ontdekte dat sommige gewone goedkope DVB-T USB-dongles met de Realtek RTL2832U-controller en tuner, bijvoorbeeld de Elonics E4000 of de Rafael Micro R820T, kunnen worden gebruikt als een breedband (3 MHz) SDR-ontvanger. Experimenten hebben aangetoond dat deze opstelling in staat is om de meteorenregen van de Perseïden te analyseren met behulp van Graves radarsignalen.

### WebSDR
In aanvulling op het reguliere SDR bestaat er ook WebSDR waarmee SDR kan worden beluisterd via een webbrowser. Dit systeem is oorspronkelijk opgezet om signalen van de Radiotelescoop in Dwingeloo beschikbaar te maken voor zendamateurs. Hiertoe werd bij de Universiteit Twente een WebSDR-omgeving ingericht. Sinds 2008 zijn langs die weg ook WebSDR-servers elders ter wereld beschikbaar. Per juni 2022 zijn er 166 WebSDR-servers actief.